# Козыренко, Татьяна Андреевна
Татьяна Андреевна Козыренко (4 мая 1996, Феодосия) — украинская футболистка, нападающая.

## Биография

### Клубная карьера
Начала заниматься футболом в 6-летнем возрасте в Феодосии в команде мальчиков. Первый тренер — Антонов Геннадий Фёдорович. В 11 лет перебралась в Чернигов, где стала заниматься в школе клуба «Легенда». В 2010—2011 годах была в составе клуба «Жилстрой-2» (Харьков), но затем вернулась в Чернигов.
В 16 лет дебютировала в составе «Легенды» на взрослом уровне в чемпионате Украины. Серебряный призёр чемпионата и финалист Кубка Украины 2013 года.
В 2014 году впервые перешла в зарубежный клуб — белорусскую «Надежду-Днепр» (Могилёв). В 2015 году вернулась в «Легенду», с которой снова стала серебряным призёром чемпионата и финалистом Кубка Украины. В 2016 году перешла в литовский клуб «Гинтра Университетас» (Шяуляй), в его составе стала чемпионом Литвы (2016) и принимала участие в матчах женской Лиги чемпионов. Часть сезона 2017 года пропустила из-за травмы мениска.
Осенью 2017 года выступала на Украине за команду «Пантеры» (Умань). Весной 2018 года играла в Турции за «Аташехир Беледиеспор», чемпионка Турции сезона 2017/18. В своём первом матче за клуб забила 4 гола в ворота «Эреглиспора» (5:0). Осенью 2018 года выступала в России за клуб «Звезда-2005», бронзовый призёр чемпионата России и обладательница Кубка России 2018 года.
В начале 2019 года подписала контракт с турецким клубом «АЛГ Спор» (Газиантеп). До старта весенней части турецкого чемпионата, в марте того же года выступала в зимнем первенстве Украины за клуб «Едность-ШВСМ» (Плиски). Весной 2019 года сыграла 7 матчей и забила 7 голов в чемпионате Турции.
Летом 2019 года вернулась в «Звезду-2005» и стала обладательницей Кубка России 2019 года, забив один из голов в финальном матче. В 2020 году перешла в московский «Локомотив». Серебряный призёр чемпионата России 2020 года. В 2021 году перешла в московский ЦСКА, с которым стала серебряным призером чемпионата России. Вторую половину сезона 2022 года провела в московском «Чертаново», после чего сезон 2023 перешла в турецкий «Бешикташ». В январе 2024 года вернулась в «Звезду-2005» во второй раз, но после половины сезона покинула клуб в третий раз.

### Карьера в сборной
Выступала за юношескую и молодёжную сборную Украины, была капитаном молодёжной сборной. С 2014 года играла за национальную сборную Украины.